# Банхан Сінлапа-ача
Банхан Сінлапа-ача (тай. บรรหาร ศิลปอาชา, 19 серпня 1932 в провінція Супханбурі — 23 квітня 2016 в Бангкок) — політичний діяч, прем'єр-міністр Таїланду з липень 1995 по листопад 1996 року. Лідер Національна партія Таїланду з 1994 по 2008 і йому заборонено займатися політикою на п'ять років.